# East West Bank Classic 2002
L'East West Bank Classic 2002 è stato un torneo di tennis giocato sul cemento.
È stata la 29ª edizione dell'East West Bank Classic, che fa parte della categoria Tier II nell'ambito del WTA Tour 2002.
Si è giocato al Home Depot Center di Carson, vicino a Los Angeles negli Stati Uniti, dal 5 all'11 agosto 2002.

## Campionesse

### Singolare
Chanda Rubin ha battuto in finale  Lindsay Davenport con il punteggio di 5–7, 7–6(5), 6–3

### Doppio
Kim Clijsters /  Jelena Dokić hanno battuto in finale  Daniela Hantuchová /  Ai Sugiyama con il punteggio di 6–3, 6–3